# Khalid Icario
Khalid Icario (Guadalajara, Jalisco, 14 de marzo de 1937 - Sayula, Jalisco, 13 de octubre de 2003) fue un poeta y filósofo mexicano.

## Biografía
Cuarto de Siete hermanos, Khalid Icario se crio en el seno de una familia de inmigrantes árabes que buscaban un próspero futuro en un país desconocido. Creció en un barrio de clase media en las entonces áreas conurbadas de Guadalajara, Jalisco. Desde muy pequeño manifestaba gran interés por las letras y el arte. Se dice que a los 7 años escribió su primer cuento que constaba de menos de 3 páginas. Su padre, alcohólico y conservador radical, jamás aprobó sus gustos liberales, por lo que golpeaba al pequeño Khalid y le castigaba incluso dejándolo sin comer.
Ingresa a los 18 años de edad a la Universidad Nacional Autónoma de México (UNAM) a la licenciatura de Facultad de Filosofía y Letras, compartiendo aulas con otros grandes escritores mexicanos. Se dice que durante su estancia en la ciudad capital conoció textos que después marcarían su estilo literario innovador, característico por su carga simbólica y su uso desmedido de metáforas. Se gradúa en el año de 1960 como licenciado en Filosofía y Letras Hispanoamericanas.
En 1963 viaja a París para lo que sería el parteaguas de una leyenda literaria, al encontrarse con grandes figuras de la crítica literaria y el análisis del discurso. Se le considera un poeta de la década de los cincuenta. En 1969 regresa a México para escribir directamente su primera obra poética titulada: El Sol y el espejo que habría de editarse hasta el año 2002 por Editorial Fi.
Para el año de 1978 habría escrito más de 800 poemas y 200 cartas que revelaban un futuro prometedor de un poeta desconocido. En 1993 regresó a su ciudad natal para encontrarse con un grupo de jóvenes a los cuales cultivó en las artes poéticas y filológicas. Más tarde dichos jóvenes pasarían a formar el hoy nombrado Colectivo Editorial Fi. Pasó sus últimos años en Sayula, Jalisco, donde escribió lo último de su obra para después morir el 13 de octubre de 2003 por causas desconocidas a la edad de 76 años.

## Obra
- El Sol y El Espejo (1969)